# Álvaro Véliz
Álvaro Véliz (Santiago del Cile, 9 febbraio 1972) è un cantante e compositore cileno.
Ha rappresentato il Cile al Festival di Viña del Mar del 2006.

## Discografia
- 2000 - Álvaro Véliz
- 2003 - Mía
- 2009 - Mis canciones
- 2013 - Por ti